# Bembidion texanum
Bembidion texanum är en skalbaggsart som beskrevs av Maximilien de Chaudoir. Bembidion texanum ingår i släktet Bembidion och familjen jordlöpare. Inga underarter finns listade i Catalogue of Life.